# Мазо, Шарль
Шарль Мазо (фр. Charles Mazeau, 1 сентября 1825, Дижон — 8 февраля 1905, Париж) — французский политический деятель.

## Биография
Шарль Мазо родился 1 сентября 1825 года в городе Дижоне. Был адвокатом в Париже; во время Империи часто выступал в политических процессах и печати и сотрудничал в юридических изданиях. В 1871 году был выбран в Национальное собрание, где примкнул к левым республиканцам; поддерживал правительство Тьера, затем боролся с министерством «нравственного порядка».
В 1876 году выбран, в 1885 и 1894 переизбран сенатором; с 1882 по 1885 год был членом кассационного суда. В 1887 — министр юстиции в кабинете Рувье. 
В 1890 году был назначен президентом одной из палат кассационного суда. В этом качестве играл видную роль в деле Дрейфуса, которое вёл довольно беспристрастно.
Когда Сенат, в 1899 году, в качестве Верховного уголовного суда должен был разбирать дело о заговоре, организованном Деруледом и монархистами с целью свержения республики, Мазо, вместе со всей правой партией сената, голосовал за признания отсутствия компетенции Сената в подобных делах.
В 1900 году Мазо оставил свой судейский пост из-за достижения предельного возраста. В 1903 году окончился срок его сенаторских полномочий и он стал выдвигать свою кандидатуру на новых выборах.
Шарль Мазо умер 8 февраля 1905 года в городе Париже.